# Georg Andreas Agricola
Georg Andreas Agricola, também Georgio Andrea Agricola ou Georg Andreas Bauer (Regensburgo, 1672 – 1738) foi um médico e botânico alemão.
Agricola é considerado um cientista capacitado. Trabalhou com o corte e enxerto de plantas. Forneceu informações valiosas sobre o cultivo de plantas a usando partes de raízes ou ramos por reprodução vegetativa. Desenvolveu um método para enxertar diferentes variedades de uma tipo de fruta em uma árvore de mesma variedade, de modo que essa árvore carregasse diferentes frutos. Seu livro sobre enxerto foi tão bem recebido entre horticultores e botânicos que foi traduzido para o holandês, francês e inglês imediatamente após sua publicação. Foi por décadas uma obra padrão para a fruticultura.
Foi eleito membro da Royal Society em 1699.

### Publicações iniciais
- Agricola, Georg Andreas (1695). Als Unter dem ansehnlichen Rectorat Des ... Herrn Georg Michael Hebers ... Dem ... Herrn Georg Andr. Agricolae, Regensp. Medicinae Studios. Die Wohlverdiente Magister-Würde Auff dem weltberühmten Elb-Athen Den 15. Octobris, 1695. rühmligst beygeleget wurde, Legten Ihre schuldige gratulation ab Ihr Excellentz Hn. Prof. Dassovii, Sämtliche Tisch-Genossen. Wittenberg: Schultz Bavarian State Library digital

### Coautoria
- Johann Friedrich, Leopold; Georg Andreas Agricola. Johan. Friderici Leopold, M.D. Relatio epistolica de itinere suo Suecico anno MDCCVII facto ad ... Johannem Woodward. [S.l.]: Londinium : apud Timoth. Childe, 1720 Gale Eighteenth Century Collections Online (subscription database)
- Agricola, Georg Andreas; Prinz. Savoyen-Carignan Eugen; Römisch-Deutsches Reich Kaiser Karl VI. Illuminatio votiva, welche Ihro ... Maj. Carolo VI. wegen des ... Sieges unter ... Anführung des ... Printz Eugenii von Savoyen ... wie auch wegen der Eroberung der ... Vestung Belgrad ... in drey grossen Bildern und zwey Pyramiden ... praesentirt worden, die 30. Sept. Anno 1717. Regenspurg, 1717. Saxon State Library Digital Collections
- Thomae, Nicolas Agricola, Georg Andreas De Inventione Novae Plantationis Et Multiplicationis Plantarum, Ingratiam Excellentissimi, Doctissimi Et Expertissimi Domini Medici, Et Huius Lib. Ac Imperialis Civitatis Ratisbonensis Physici &c. Domini Agricolae Inventoris 1716 Saxon State Library Digital Collections
- Georg Andreas AGRICOLA; Friedrich HOFFMANN, of Halle the Younger Salubritatem fluxus hæmorrhoidalis, sub præsidio ... Friderici Hoffmanni ... dissertationi inaugurali deducebat M. G. A. Agricola Halle, 1708. University and State Library of Saxony-Anhalt

#### Publicações iniciais
- Bergerus, Johannes Gothofredus; Georg Andreas Agricola De Succi Nutricii Per Nervos Transitu, Praesidio Jo. Gothofredi Bergeri, D. Ordinis Medici Senioris, & Pathologiae Prof. Publ. ... disseret Georg. Andreas Agricola, Ratisponens. A. D. XIX. Ianuar. A. MDCXCV. H.L.Q.S. Vitembergae : Schrödterus Wittenberg, 1695. GBV Common Library Network  Google Books   Bavarian State Library digital   University and State Library of Saxony-Anhalt
- Friedrich, Hoffmann; Georg Andreas Agricola Disputatio medica inauguralis, de Salubritate Fluxus Haemorrhoidalis, quam ... Halae Magdeb. : Lit. Chr. Henckelii, 1697. Google Books  Saxon State Library Digital Collections  Bavarian State Library digital

### Obras que podem não ter sido digitalizadas

#### Coautoria
- Becher, Johann Joachim; Georg Christoph Becher; Richard Lower; Georg Andreas Agricola Johann Joachim Bechers kluger Haus-Vater, verständige Haus-Mutter, vollkommener Land-Medicus, wie auch wohlerfahrner Ross- und Viehe-Artzt : nebenst einem deutlichen und gewissen Handgriff, die Haushaltungs-Kunst innerhab 24. Stunden zu erlernen, also, dass man mit Ersparung grosser Unkosten, solche Nahrung glücklich fortsetzen, sich vor Kranckheiten bewahren, auch vermittelst eines geringen Capitals von 365. Thl. jährlichen mit gutem Gewissen und ohne schändlichem Wucher 1000. Thl. profitiren könne, welchem anietzo noch beygefüget des edlen Weidmanns geheimes Jäger-Cabinet, wie auch einige nützliche und nöthige Rechts, und andere Formularien, mit Kön. Pol. und Churfürstl. Sächs. Privilegio. Leipzig : Verlegts Jacob Schuster, 1738.
- Johann Christian Lehmann; J Le Long; Georg Andreas Agricola Algemeene vermeerdering van alle boom en heester-gewassen or Nieuwe volmaakte bloem-thuyn, in de winter : of wonderbaare en nooyt voor deesen bekende bloemqueekerey-konst, om midden in de winter ... een volmaakte bloem-thuyn te hebben, even als midden in de somer. T'Amsterdam : By Samuel Schoonwald, 1718.